# Daglösten
Daglösten är ett naturreservat i Skellefteå kommun i Västerbottens län.
Området är naturskyddat sedan 1997 och är 34 hektar stort. Reservatet består av barrblandsskog med höga tallar och sumpskogar.